# Благовєщенське (Свєчинський район)
Благові́щенське (рос. Благовещенское) — село у складі Свічинського району Кіровської області, Росія. Входить до складу Свічинського сільського поселення.
Населення становить 108 осіб (2010, 177 у 2002).
Національний склад станом на 2002 рік — росіяни 97 %.